# 索爾托瓦
索爾托瓦（西班牙語：Sortová），是巴拿馬的城鎮，位於該國西部，由奇里基省的布加瓦區負責管轄，面積33平方公里，海拔高度315米，2010年人口2,440，人口密度每平方公里73.1人。